# Kristin Otto
Kristin Otto (født 7. februar 1966 i Leipzig) er en tysk tidligere svømmer og olympisk mester. Hun var den første kvinde, der vandt seks guldmedaljer ved samme OL. Det skete ved OL 1988 i Seoul.
Kristin Otto var fra DDR og blev tidligt en del af det østtyske militære sportssystem. Som sekstenårig deltog hun første gang ved VM og vandt tre guldmedaljer i 1982, heraf en individuel i rygcrawl. Året efter blev det til to EM-guldmedaljer, begge i holdsvømning, og hun endte med at vinde i alt elleve EM-medaljer, deraf ni af guld, ni VM-medaljer, de syv af guld og satte en stribe verdens- og europarekorder. Hun satte desuden en række verdens- og europarekorder. Otto var ikke med ved OL 1984 i Los Angeles på grund af den sovjetiskledede boykot af disse lege.
Ved OL 1988 var hun som 22-årig blandt de helt store favoritter efter fem EM-guldmedaljer året forinden. Hun stillede op i seks discipliner ved legene og vandt dem alle. Første sejr kom i 100 m fri, hvor hun vandt finalen med et forspring på mere end et halvt sekund ned til kinesiske Zhuang Yong på andenpladsen, mens franske Catherine Plewinski fik bronze. I 4×100 m fri svømmede hun første tur i finalen og blev efterfulgt af Katrin Meissner, Daniela Hunger og Manuela Stellmach; med 3.40,63 minutter satte de ny olympisk rekord og vandt med næsten tre sekunders forspring til Holland på andenpladsen, mens USA fik bronze. Samme dag var der 100 m rygcrawl, og her vandt Otto igen ret sikkert, mens den blot fjortenårige ungarer Krisztina Egerszegi, der senere skulle blive en af disciplinens helt store svømmere, vandt sølv, og østtyske Cornelia Sirch fik bronze. Dagen efter disse to konkurrencer nåede Otto op på sin 4. guldmedalje, som kom i 100 m butterfly. Også her satte hun olympisk rekord med tiden 59,00 sekunder, mens sølvet gik til hendes landsmand Birte Weigang, og kineseren Qian Hong fik bronze. Næste dag stod 4×100 m medley på programmet, og igen var østtyskerne tårnhøje favoritter; største problem var næsten, hvilken disciplin Otto skulle svømme efter individuelle guldmedaljer i tre af dem. Det endte med at hun svømmede første tur (rygcrawl), mens Silke Hörner, Birte Weigang og Katrin Meissner afsluttede løbet, der også her endte med olympisk rekord. USA blev nummer to, mere end fire sekunder efter, mens Canada hentede bronzen. Den sidste disciplin, Otto stillede op i, var 50 m fri, der var på OL-programmet for første gang. Her var hun i modsætning til de tidligere konkurrencer ikke absolut favorit, det var kinesiske Yang Wenyi. I finalen var der to omstarter efter tyvstart, og skønt kineseren lagde bedst ud, endte Otto med at vinde i tiden 25,49, 0,15 sekund foran Yang, mens Katrin Meissner og amerikanske Jill Sterkel fik præcis samme tid og fik derfor begge bronze.  Dermed nåede Kristin Otto op på de seks guldmedaljer, hvilket er rekord for en kvinde på tværs af samtlige sportsgrene ved ét OL.
Otto indstillede sin aktive karriere i 1989. Hun modtog en række priser i sin karriere, blandt andet tre gange årets svømmer (internationalt) og årets sportskvinde i DDR to gange. I 1993 blev hun optaget i den svømningens internationale Hall of Fame.
Efter Tysklands genforening to år efter OL blev det afsløret, at en lang række østtyske sportsfolk havde været systematisk dopet gennem årene, og Otto var blandt dem. Selv hævdede hun, at det var sket uden hendes vidende, og at hun aldrig var blevet testet positiv. Afsløringen af hendes doping har betydet, at hun senere er blevet slettet fra listen som årets bedste svømmer, som hun blev udnævnt til i sin aktive karriere.
Efter svømmekarrieren uddannede Kristin Otto sig som sportsjournalist og har siden arbejdet inden for dette fag. Hun kom ind på tv-kanalen ZDF, hvor hun i 2018 blev souschef i sportsafdelingen. Hun har ved flere lejligheder været vært ved uddelingen af årets sportspris i Tyskland.